# Massacro di Debra Libanòs
Con massacro di Debra Libanòs si fa riferimento alla strage premeditata di appartenenti alla chiesa copta etiopica avvenuta nell'Africa Orientale Italiana all'interno del villaggio conventuale di Debra Libanòs tra i giorni 21 e 29 maggio 1937. L'azione venne condotta dalle truppe coloniali italiane sotto il comando del generale Pietro Maletti, allora incaricato della repressione armata nella regione dello Scioa occidentale, per ordine del viceré d'Etiopia Rodolfo Graziani, il quale credeva in questo modo di piegare definitivamente la chiesa copta e la classe dirigente etiopica.

## Il contesto storico

### La situazione in Etiopia dopo la guerra
Nelle settimane successive all'attentato a Graziani e alla susseguente strage di Addis Abeba, il tentativo di pacificazione violenta dei territori da poco conquistati e di quelli ancora da conquistare messo in atto in Etiopia divenne molto più brutale. L'attentato influì notevolmente su Graziani che divenne sospettoso oltre ogni limite, tanto che iniziò a dormire «[...] asserragliato nel palazzo del Governo, circondato da filo spinato, da mitragliatrici, da carri armati e da un battaglione di guardie», come ricordò nelle sue memorie il ministro dell'Africa Italiana Alessandro Lessona. Realisticamente il suo stato d'animo influì non poco anche sull'inchiesta svolta da Carabinieri e uffici politici che seguì l'attentato, e che mirava a scoprire esecutori e mandanti, ma che per fare ciò seguì una logica precostituita senza ricercare fatti concreti. In questo contesto, in pochi giorni l'avvocato militare Olivieri compilò una relazione, basata su interrogatori affrettati e traduzioni inadeguate, che in cinque punti stabilì che: l'attentato del 19 febbraio fosse parte di un più vasto complotto perpetrato da ministri etiopici, allievi della scuola militare di Olettà e i Giovani etiopici, che fossero coinvolti i servizi segreti britannici, che l'attentato sarebbe stato il segnale per un'insurrezione generale di Addis Abeba; che molti capi etiopici già sottomessi all'Italia fossero a conoscenza del complotto; parte del clero copto sapesse dell'attentato e alcuni alti prelati lo avessero facilitato.
Sempre secondo la ricostruzione di Olivieri, durante i primi giorni di febbraio i due attentatori, Abraham Debotch e Mogus Asghedom, lasciarono Addis Abeba per recarsi a Debra Libanos, dove furono ospiti del monaco Abba Hanna, e dove per alcuni giorni, con la complicità di due priori del convento, si esercitarono al lancio di bombe a mano, facendo ritorno nella capitale il 12 febbraio. Nel rapporto di Olivieri non emerse nessuna prova concreta di colpevolezza, ma soltanto indizi, sospetti e voci; l'unico collegamento certo con il convento fu che Abraham Debotch liquidò tutti i suoi averi per porre in salvo la moglie nel monastero di Debra Libanos. Ma il contenuto della relazione fu l'alibi che permise a Graziani di iniziare la sua opera di repressione nei confronti della popolazione, dei funzionari, e in ultimo momento, proprio del clero copto.

### La repressione nello Scioa
L'inasprimento nella condotta delle operazioni contro la guerriglia presente in gran parte dello Scioa venne affidata al generale Pietro Maletti che in aprile sostituì Ruggero Tracchia, e venne istruito da Graziani in questo modo: «Voglio precisare i miei intendimenti definitivi nei riguardi dell'ex Scioa. Lo ex Scioa nelle regioni non ancora piegate alla nostra autorità deve essere assolutamente domato e messo a ferro e fuoco. Più Vostra Signoria distruggerà nello Scioa e più acquisterà benemerenze nei riguardi pacificazione territorio impero. [...]». All'attentato seguirono quindi deportazioni di massa nei campi di concentramento di Danane e Nocra di notabili e sospettati, e l'invio di prigionieri di alto rango in Italia, mentre nell'attuazione del "radicale ripulisti" voluto da Roma nella regione dello Scioa, Graziani scatenerà un'ondata di terrore che colpirà capi sottomessi, nobiltà ahmara, Giovani etiopici, civili e infine contro le categorie di indovini, cantastorie e stregoni, rastrellati e uccisi sommariamente con l'approvazione esplicita di Benito Mussolini. In questo quadro maturò quindi anche il massacro dei monaci del convento di Debra Libanos, unanimemente riconosciuto come il più autorevole centro religioso di Etiopia e situato nel nord dello Scioa. Venne fondato nel XIII secolo dal santo tigrino Tecle Haymanot, e comprendeva due grandi chiese in muratura, un migliaio di tucul abitati da monaci, preti, diaconi, studenti di teologia, suore e un centinaio di tombe di illustri capi abissini, a guardia delle quali stavano monaci e cascì (sacerdoti).
Mostrando come prova un documento redatto in modo vago dal magistrato militare, maggiore Franceschini, che avrebbe provato la correità dell'intera comunità di Debra Libanos, Graziani impartì a Maletti, che gli eventi avevano portato nella zona, l'ordine di recarsi il prima possibile a Debra Libanos e fucilare tutti i monaci del convento. Partito il 6 maggio da Debra Berhan, Maletti attraversò il Mens dove la resistenza era capeggiata dal degiasmacc Auraris Dullu, con una marcia che lo storico Angelo Del Boca accomunò alle scorrerie di Attila. Dai documenti redatti dallo stesso Maletti, le sue truppe incendiarono 115.442 tucul, tre chiese, il convento di Gulteniè Ghedem Micael (dopo averne fucilato i monaci) e ucciso 2523 Arbegnuoc. L'intera popolazione del Mens si diede alla macchia per paura di Maletti e delle sue truppe, scappando con il bestiame, rifugiandosi nei valloni e nelle grotte, e a volte unendosi ai guerriglieri.

## Il massacro
La città-convento di Debra Libanos venne circondata il 19 maggio dalle colonne di Maletti, il quale nella stessa serata ricevette un telegramma da parte di Graziani che lo incoraggiava ad agire nei confronti dei monaci:
In verità le prove di Franceschini erano vaghe e potevano riguardare pochi monaci, non l'intera comunità, ma il viceré era ormai persuaso che a Debra Libanos soggiornassero assassini e briganti protetti da monaci collaborazionisti e del tutto avversi agli italiani. Poiché Graziani avrebbe dovuto assicurarsi che le esecuzioni fossero eseguite in luoghi isolati per volere del ministro delle Colonie Lessona, ordinò a Maletti di cercare un luogo adatto al massacro, che il comandante dello Scioa trovò in località Laga Wolde, una piana chiusa a ovest da alcuni rilievi e a est dal fiume Finche Wenz, che defluiva nel burrone Zega Wedem.
Dopo alcuni sommari accertamenti e la separazione dei religiosi dagli occasionali pellegrini, nella mattinata del 21 maggio Maletti trasferì nella piana i monaci, i quali furono scaricati a gruppi dagli autocarri e fucilati dagli ascari libici e somali di fede musulmana e dagli uomini di etnia Galla della banda di Mohamed Sultan (45º Battaglione coloniale musulmano). 
In poche ore vennero giustiziati sommariamente 297 monaci e 23 laici, anche con l'utilizzo di mitragliatrici; Graziani, avvisato dell'esecuzione, intorno alle 15:30 poté comunicare a Roma che il generale Maletti: «[...] ha destinato al plotone di esecuzione 297 monaci, incluso il vice-priore, e 23 laici sospetti di connivenza. Sono stati risparmiati i giovani diaconi, i maestri e altro personale, che verranno tradotti e trattenuti nelle chiese di Debra Brehan. Il convento è stato in conseguenza chiuso definitivamente».
Dopo appena tre giorni però il viceré cambiò repentinamente idea (forse istigato dal più spietato e pavido degli aristocratici collaborazionisti, Hailù Tecla Haimanot) e comunicò a Maletti che era ormai certo che la responsabilità era da attribuire a tutti gli occupanti del convento, così il generale Maletti con il suo consueto zelo provvide subito a far scavare due profonde fosse in località Engecha, non lontano da Debra Brehan, dove le mitragliatrici falciarono 129 diaconi, facendo salire così il numero delle vittime a 449. Maletti inviò a Graziani un telegramma con scritto "Liquidazione completa", a prova dell'avvenuto massacro, e Graziani comunicò la nuova cifra dei giustiziati a Roma.

## Analisi e conseguenze
Due docenti universitari, l'inglese Ian L. Campbell e l'etiopico Degife Gabre-Tsadik, dopo aver effettuato decine di interviste, interrogazioni e raccolta di documenti tra il 1991 e il 1994, dichiararono che il numero dei massacrati a Debra Libanos il 21 maggio era superiore a quello riportato di 320, ma era più probabile fosse vicino alla cifra di 1000-1600. Altri studi condotti privatamente da Campbell tra il 1993 e il 1998 nella zona di Engacha alzarono il numero delle vittime giustiziate in un secondo momento da 129 a circa 400. Campbell in quest'ultimo caso rivelò che secondo lui Graziani comunicò a Roma il falso; lo stesso viceré ordinò a Maletti di uccidere non solo i diaconi, ma anche civili, insegnanti, studenti di teologia e sacerdoti di altri monasteri. A seguito di questi studi il numero complessivo delle vittime salì tra i 1423 e 2033, una cifra talmente alta che Del Boca a tal proposito scrisse: «Mai nella storia dell'Africa, una comunità religiosa aveva subito uno sterminio di tali proporzioni». Questi ultimi studi furono quindi utilizzati nelle più recenti pubblicazioni; nel 2008 lo storico Matteo Dominioni, riportando gli studi di Campbell e Gebre-Tsadik, affermò che tra il 21 e il 29 maggio Maletti ordinò la fucilazione di 1500-2000 tra preti, diaconi e disabili che abitavano a Debra Libanos, tra i quali almeno 400-500 ragazzi arrestati a Chagel e fucilati nel villaggio di Engecha il 26 maggio.
Rodolfo Graziani fin dal primo momento sottolineò il carattere apertamente politico della strage, rivendicandone orgogliosamente il ruolo diretto, e senza mai cercare di scaricarne la colpa su Mussolini o Lessona, come invece tentò di fare a riguardo di altri massacri. «Questo romano esempio di pronto inflessibile rigore» scrisse in un memoriale «è stato sicuramente opportuno e salutare. Esso ha ammonito i nemici, ha rinsaldato la fede ai vacillanti e ha legato maggiormente a noi i fedeli». Scrisse poi su un altro documento: «Non è millanteria la mia quella di rivendicare la completa responsabilità della tremenda lezione data al clero intero dell'Etiopia [...]. Ma è semmai titolo di giusto orgoglio per me aver avuto la forza d'animo di applicare un provvedimento che fece tremare le viscere di tutto il clero, dall'Abuna all'ultimo prete o monaco, che da quel momento capirono di dover desistere dal loro atteggiamento di ostilità a nostro riguardo [...]».
Secondo lo storico Giorgio Rochat «la politica repressiva italiana raggiunse il culmine con il massacro di Debra Libanos, che rappresentò contemporaneamente l'ultimo atto di rappresaglie direttamente legate all'attentato, un momento di terrore scatenato sullo Scioa per piegarne la resistenza, e il tentativo di costringere la chiesa copta e la classe dirigente a collaborare con l'occupante se voleva conservare i suoi privilegi». La storia descrive però come ogni tentativo repressivo italiano fallì il suo scopo, basti ricordare come dopo aver creduto di aver schiacciato lo Scioa, Graziani, Mussolini e Lessona dovettero prendere atto della ribellione generalizzata che coinvolse le regioni centro-settentrionali dell'Etiopia nell'estate del 1937, dimostrando la fragilità di una pacificazione fondata sul terrore, e la mancanza di alternative nella politica fascista di dominio diretto e segregazione razziale.

## Filmografia
- Antonello Carvigiani, Debre Libanos, TV2000, 2016. URL consultato il 10 settembre 2017.
- TG2000 Speciale Debre Libanos, su YouTube, TV2000, 22 maggio 2017. Speciale a cura di Antonello Carvigiani.